# Джеймс Вільям Ламбут
Джеймс Вільям Ламбут (1830 — 28 квітня 1892) — американський місіонер і педагог, який діяв у Японії в період Мейдзі. Його дружина Мері Ізабелла Ламбут — засновниця Жіночої місійної школи Кобе (однієї з попередників коледжу Сейва). Його старший син Волтер Рассел Ламбут — місіонер, педагог і засновник коледжу Кансей.

## Життєпис
Джеймс Вільям Ламбут народився 1830 року в Алабамі (США). Його дід і батько були місіонерами. Закінчивши Університет Міссісіпі за спеціальностями медицина та право, він став місіонером методистської церкви Півдня, а 1854 року разом зі своєю дружиною Мері Ізабеллою Ламбут поїхав до Шанхаю, де почав займатися проповідництвом. У листопаді 1854 року там народився його старший син Волтер Рассел Ламбут. Ламбут проповідував по всьому Китаю, головно в Шанхаї.
1886 року Волтер, який і собі став місіонером, переконав батька поїхати до Японії. У своєму будинку на 47-й ділянці поселення чужоземців у Кобе батько та син Ламбути організували читальню (згодом професійна школа Коледжу Палмора), де читали лекції з Біблії та англійської мови. Того ж року Ламбут збудував у поселенні церкву Кобе Мії (згодом Об'єднана Церква Христа в Японії Кобе Ейко). Крім того, він взяв участь у створенні Відділу підготовки виховательок для дитячих садків (іншого попередника коледжу Сейва) Хіросімської жіночої школи (попередниці Хіросімського жіночого університету)). Живучи в Кобе, він енергійно проповідував та будував церкви ще в таких містах: Хіросіма, Івакуні, Сімоносекі, Тадоцу, Мацуяма, Уваджіма та Оїта.
Джеймс Вільям Ламбут помер 28 квітня 1892 року у своєму будинку на 47-й ділянці поселення чужоземців у Кобе. Його поховали на Муніципальному чужоземному цвинтарі Кобе.